# Thug Stories
Thug Stories är rappgruppen Bone Thugs-N-Harmony's sjunde album, släppt den 19 september 2006.

## Låtlista
1. "Intro"
2. "Call Me"
3. "Thug Stories"
4. "She Got Crazy"
5. "Don't Stop"
6. "Do It Again"
7. "So Sad"
8. "Fire"
9. "What You See (Reload)"
10. "Stand Not In Our Way"
11. "Still No Surrender"
12. "This Life